# Merlene Ottey
Merlene Joyce Ottey (Cold Spring - Hanover Parish, 10 mei 1960) is een Jamaicaans-Sloveense oud-atlete, die zich had toegelegd op de sprint. In de jaren tachtig voerde zij enige tijd de naam Merlene Ottey-Page, omdat ze in dat decennium enkele jaren getrouwd was met de Amerikaanse atleet Nat Page.
Ottey is een van de meest succesvolle atletes in de geschiedenis van de atletiek, alhoewel ze nooit olympisch kampioene werd. Ze won in totaal 34 medailles op grote internationale toernooien, waarvan veertien op een WK. Dit aantal is meer dan van welke andere atleet dan ook op een WK. Door haar prestaties kreeg ze de bijnaam Queen of the Track. Op de Olympische Spelen, waar zij in totaal maar liefst zes keer aan deelnam, veroverde zij dan weliswaar nooit goud, maar wel driemaal zilver en zesmaal brons.

## Biografie

### Wedstrijden op blote voeten
Ottey werd geboren als vierde van zeven kinderen van Hubert en Joan Ottey. Haar moeder gaf haar op jonge leeftijd een boek over atletiek, geschreven door een Amerikaanse sprinter, Charly Green. 'Dat volgde ik slaafs, al was het in de straten van Hanover wel uitkijken voor het verkeer. Om half zes stond ik op, samen met mijn oudere zus Beverly. We moesten immers lopen voor we naar school gingen.' Ze studeerde af aan de Ruseas and Vere Technical high schools. Daar deed ze ook regelmatig wedstrijden op blote voeten.

### Studie en huwelijk
Ottey's atletiekinspiratie kwam na het luisteren van het verslag van de Jamaicaanse atleet Don Quarrie tijdens de finale op de Olympische Spelen van Montréal in 1976. Haar sportcarrière kwam op gang, toen ze door de Universiteit van Nebraska een studiebeurs kreeg aangeboden en in 1979 naar de Verenigde Staten emigreerde. 'Als ik het allemaal mocht overdoen, zou ik het anders spelen', zegt ze. 'Ik wist niet eens waar Nebraska lag en schrok me een hoedje toen ik in de winter moest trainen op een bevroren ondergrond. Wat een verschil met Jamaica! Ik was echter zo overdonderd door het aanbod dat het niet eens in me opkwam dat er misschien nog andere, en waarschijnlijk interessantere, mogelijkheden waren.' Vier jaar studeerde Ottey er kunst en design. Na haar studies trok ze naar Californië, waar ze in 1984 huwde met Nat Page, een 400 m hordeloper. Het huwelijk liep na drie jaar op de klippen.
Ottey vertegenwoordigde Jamaica op de Pan-Amerikaanse Spelen 1979, waar ze een bronzen medaille won op de 200 m.

### Gemenebestkampioene
In 1982 won Ottey op de Gemenebestspelen goud op de 200 m en zilver op de 100 m. Bijna tien jaar later zou ze op beide onderdelen goud halen tijdens de Gemenebestspelen van 1990. In dat jaar werd ze ook verkozen tot IAAF-atlete van het jaar.
Toen ze in 1993 op de 100 m bij de wereldkampioenschappen in Stuttgart met een neuslengte verschil verloor, dreigde Ottey als Eeuwige tweede de geschiedenisboeken in te gaan. Op de 200 m ging het uiteindelijk wel goed, hetgeen het publiek beloonde met een minuten durende staande ovatie. Voor deze prestatie werd ze uitgeroepen tot Ambassadeur van Jamaica. Tussen 1979 en 1997 werd ze vijftienmaal sportvrouw van het jaar.
In 1999 werd Ottey tijdens een wedstrijd in Luzern beschuldigd van het gebruik van doping, nadat in haar urine het verboden middel nandrolon was aangetroffen. Ook de B-staal bevatte een te hoge waarde van dit middel. Zij werd door de IAAF geschorst en mocht niet meedoen aan de WK van 1999 in Sevilla en de Olympische Spelen van 2000 in Sydney. Ottey bleef vechten tegen deze beschuldigingen en noemde deze aanklacht een "terrible mistake". In de zomer van 2000 werd ze officieel door de IAAF en de Jamaicaanse atletiekbond van doping vrijgesproken. Het laboratorium dat haar urinemonster had getest kwam onder grote kritiek te staan.

### Controversiële olympische deelname
Tot 2000 vertegenwoordigde Ottey haar moederland Jamaica op internationale wedstrijden. Op de olympische selectiewedstrijden in 2000 eindigde ze op de 100 m als vierde. Volgens de regels van de Jamaicaanse atletiekbond (JAAA) mochten alleen de drie beste atleten afreizen naar de Spelen. Hierdoor zou Ottey alleen mogen deelnemen aan de 4 × 100 m estafette. Ottey gaf aan dat ze alleen wilde starten in het estafetteteam, als ze ook de 100 m mocht lopen in plaats van een andere atlete, een vorm van hoffelijkheid die wel vaker voorkwam. De Jamaicaanse atletiekbond besloot om Peta-Gaye Dowdie (nationaal kampioene 100 m) te vervangen door Ottey. Deze beslissing werd door de teamgenoten van Dowdie als controversieel ervaren en zij geloofden dat Ottey haar zin had doorgedreven. De andere leden van het estafetteteam gaven op hun beurt aan, dat ze niet wilden starten als Dowdie niet in de estafetteploeg mee zou lopen. Na een gesprek met het Jamaicaanse Olympisch Comité werden de protesten gestaakt en werd er toch gelopen in de opstelling zoals eerder besloten. Op de 100 m eindigde ze als vierde. Acht jaar later bleek dat dit alsnog goed was voor een bronzen medaille. Door de diskwalificatie van Marion Jones, die in december 2007 verklaarde jarenlang doping te hebben gebruikt, heeft ze het brons toegekend gekregen door de IAAF.

### Uitkomen voor Slovenië
Ottey, die vanaf 1998 tot 2014 in de Sloveense hoofdstad Ljubljana woonde, nam in 2002 de Sloveense nationaliteit aan en vertegenwoordigde dit land op de Olympische Spelen van 2004 in Athene. Op de 100 m behaalde de 44-jarige de halve finale, maar wist zich met een vijfde plaats niet voor de finale te kwalificeren. Op de 200 m behaalde ze verrassend genoeg ook de halve finale, maar blesseerde zij zich onmiddellijk na de start. Zij zou anders als oude garde een plaats hebben afgedwongen van een even goede jongere atlete. Dit was haar 52e olympische wedstrijd.
In juli 2006 liep ze de 100 m in Maribor in 11,45 en liep daarmee een wereldrecord voor vrouwen ouder dan 45 jaar. Diezelfde maand verbeterde ze op 28 juli 2006 dit wereldrecord verder tot 11,41. Op de Europese kampioenschappen van 2006 behaalde ze op de 100 m een vierde plaats in de halve finale, niet voldoende om door te dringen tot de finale.
In 2008 deed ze een poging zich te kwalificeren voor de Olympische Spelen van Peking, haar achtste olympische deelname. Op de 100 m kwam ze echter 0,28 seconde te kort voor de limiet.
In 2012 was Ottey, op 52-jarige leeftijd, opnieuw present op een internationaal kampioenschap. Als lid van het Sloveense team op de 4 × 100 m estafette nam zij deel aan de EK in Helsinki. Het viertal strandde in de series.

### Standbeeld
Ondanks haar overstap naar Slovenië is geboorteland Jamaica altijd trots gebleven op Merlene Ottey. Een bewijs hiervan vormt het bronzen standbeeld van Ottey in het Independence Park in de Jamaicaanse hoofdstad Kingston. Het beeld is meer dan twee meter hoog en werd begin 2006 onthuld door de premier van Jamaica.
Sinds 2014 is Ottey woonachtig in Zwitserland.

## Titels
- Wereldkampioene 200 m - 1993, 1995
- Wereldkampioene 4 x 100 m estafette - 1991
- Wereldindoorkampioene 60 m - 1995
- Wereldindoorkampioene 200 m - 1989, 1991
- Gemenebestkampioene 100 m - 1990
- Gemenebestkampioene 200 m - 1982, 1990
- NCAA- kampioene 100 m - 1982, 1983
- NCAA-kampioene 200 m - 1983
- Amerikaans kampioene 100 m - 1984, 1985
- Jamaicaans kampioene 100 m - 1988, 1991, 1993, 1995, 1996, 1997
- Jamaicaans kampioene 200 m - 1992, 1993, 1996
- Sloveens kampioene 100 m - 2006, 2007
- Sloveens kampioene 200 m - 2003
- Sloveens indoorkampioene 60 m - 2003, 2004

## Persoonlijke records
Outdoor
| Onderdeel | Prestatie               | Datum             | Plaats  |
| --------- | ----------------------- | ----------------- | ------- |
| 100 m     | 10,74 s (+1,3 m/s)      | 7 september 1996  | Milaan  |
| 150 m     | 16,46 s (-1,5 m/s) (BP) | 27 september 1989 | Trapani |
| 200 m     | 21,64 s (+0,8 m/s)      | 13 september 1991 | Brussel |
| 300 m     | 35,99 s                 | 18 augustus 1984  | Londen  |
| 400 m     | 51,12 s                 | 4 juni 1983       | Houston |

Indoor
| Onderdeel | Tijd           | Datum            | Plaats  |
| --------- | -------------- | ---------------- | ------- |
| 50 m      | 6,00 s         | 4 februari 1994  | Moskou  |
| 60 m      | 6,96 s (ex-WR) | 14 februari 1992 | Madrid  |
| 100 m     | 11,21 s        | 12 februari 2001 | Tampere |
| 200 m     | 21,87 s (WR)   | 13 februari 1993 | Liévin  |

## Palmares

### 60 m
- 1987: 4e WK indoor – 7,13 s
- 1989:  WK indoor – 7,10 s
- 1991:  WK indoor – 7,08 s
- 1995:  WK indoor – 6,97 s
- 2003:  Sloveense indoorkamp. - 7,34 s
- 2004:  Sloveense indoorkamp. - 7,26 s

### 100 m
- 1982:  NCAA-kamp. - 10,97 s
- 1982:  Gemenebestspelen - 11,03 s
- 1983:  NCAA-kamp. - 11,04 s
- 1983: 4e WK – 11,19 s
- 1984:  OS – 11,16 s
- 1987:  WK – 11,04 s
- 1988: DNS in ½ fin. OS (in ¼ fin. 11,03 s)
- 1990:  Gemenebestspelen - 11,02 s
- 1991:  WK – 11,06 s
- 1992: 5e OS – 10,88 s
- 1993:  WK – 10,82 s
- 1995:  WK – 10,94 s
- 1996:  Jamaicaanse kamp. - 11,03 s
- 1996:  OS – 10,94 s
- 1997: 7e WK – 11,29 s
- 2000:  OS – 11,19 s
- 2006:  Sloveense kamp. - 11,50 s
- 2007:  Sloveense kamp. - 11,69 s

### 200 m
- 1980:  OS – 22,20 s
- 1982:  Gemenebestspelen - 22,19 s
- 1983:  NCAA-kamp. - 22,39 s
- 1983:  WK – 22,19 s
- 1984:  OS – 22,09 s
- 1987:  WK indoor – 22,66 s
- 1987:  WK – 22,06 s
- 1988: 4e OS – 21,99 s
- 1989:  WK indoor – 22,34 s
- 1991:  WK indoor – 22,24 s
- 1991:  WK – 22,21 s
- 1992:  OS – 22,09 s
- 1993:  WK – 21,98 s
- 1995:  WK – 22,12 s
- 1996:  Jamaicaanse kamp. - 22,50 s
- 1996:  OS – 22,24 s
- 1997:  WK – 22,40 s
- 2003:  Sloveense kamp. - 22,89 s

Golden League-podiumplaatsen
- 2000:  Memorial Van Damme – 23,08 s

### 4 × 100 m
- 1980: 6e OS – 43,19 s
- 1983:  WK – 42,73 s
- 1984: 8e OS – 53,54 s
- 1991:  WK – 41,94 s
- 1992: DNF OS (in serie 42,28 s)
- 1993:  WK – 41,94 s
- 1995:  WK – 42,25 s
- 1996:  OS – 42,24 s
- 2000:  OS – 42,13 s

### 4 × 400 m
- 1980: 4e in serie OS – 3.31,5

## Onderscheidingen
- IAAF-atlete van het jaar - 1990
- Jamaicaans Sportvrouw van het jaar - 1979, 1980, 1982, 1983, 1984, 1985, 1987, 1989, 1990, 1991, 1993, 1994, 1995

1983 Marita Koch ·
1987 Silke Gladisch ·
1991 Katrin Krabbe ·
1993 Merlene Ottey ·
1995 Merlene Ottey ·
1997 Zjanna Block ·
1999 Inger Miller ·
2001 Debbie Ferguson ·
2003 Anastasia Kapatsjinskaja ·
2005 Allyson Felix ·
2007 Allyson Felix ·
2009 Allyson Felix ·
2011 Veronica Campbell-Brown ·
2013 Shelly-Ann Fraser-Pryce ·
2015 Dafne Schippers ·
2017 Dafne Schippers ·
2019 Dina Asher-Smith ·
2022 Shericka Jackson ·
2023 Shericka Jackson
1983 Gladisch, Koch, Auerswald, Göhr · 
1987 Brown, Williams, Griffith-Joyner, Marshall · 
1991 Duhaney, Cuthbert, McDonald, Ottey · 
1993 Bogoslovskaja, Maltsjoegina, Voronova, Privalova · 
1995 Mondie-Milner, Guidry-White, Gaines, Torrence · 
1997 Gaines, Jones, Miller, Devers · 
1999 Fynes, Sturrup, Davis-Thompson, Ferguson · 
2001 Paschke, G. Rockmeier, B. Rockmeier, Wagner · 
2003 Girard, Hurtis-Houairi, Félix, Arron · 
2005 Daigle, Lee, Barber, Williams · 
2007 Williams, Felix, Barber, Edwards · 
2009 Facey, Fraser, Bailey, Stewart · 
2011 Knight, Felix, Myers, Jeter · 
2013 Russell, Stewart, Calvert, Fraser-Pryce · 
2015 Campbell-Brown, Morrison, Thompson, Fraser-Pryce · 
2017 Brown, Felix, Akinosun, Bowie · 
2019 Whyte, Fraser-Pryce, Smith, Jackson · 
2022 Jefferson, Steiner, Prandini, Terry · 
2023 Davis, Terry, Thomas, Richardson
- World Athletics: 14300206
- International Standard Name Identifier: 0000 0000 3770 5849
- Library of Congress Control Number: n99021189
- Virtual International Authority File: 21469785
- WorldCat: E39PBJkddP4xFWyTcD8K9RKPQq